# Theveste
Theveste era una città della Numidia. Il suo nome moderno è Tébessa, nell'attuale Algeria. È situata a 131 km da Souk Ahras.

## Storia

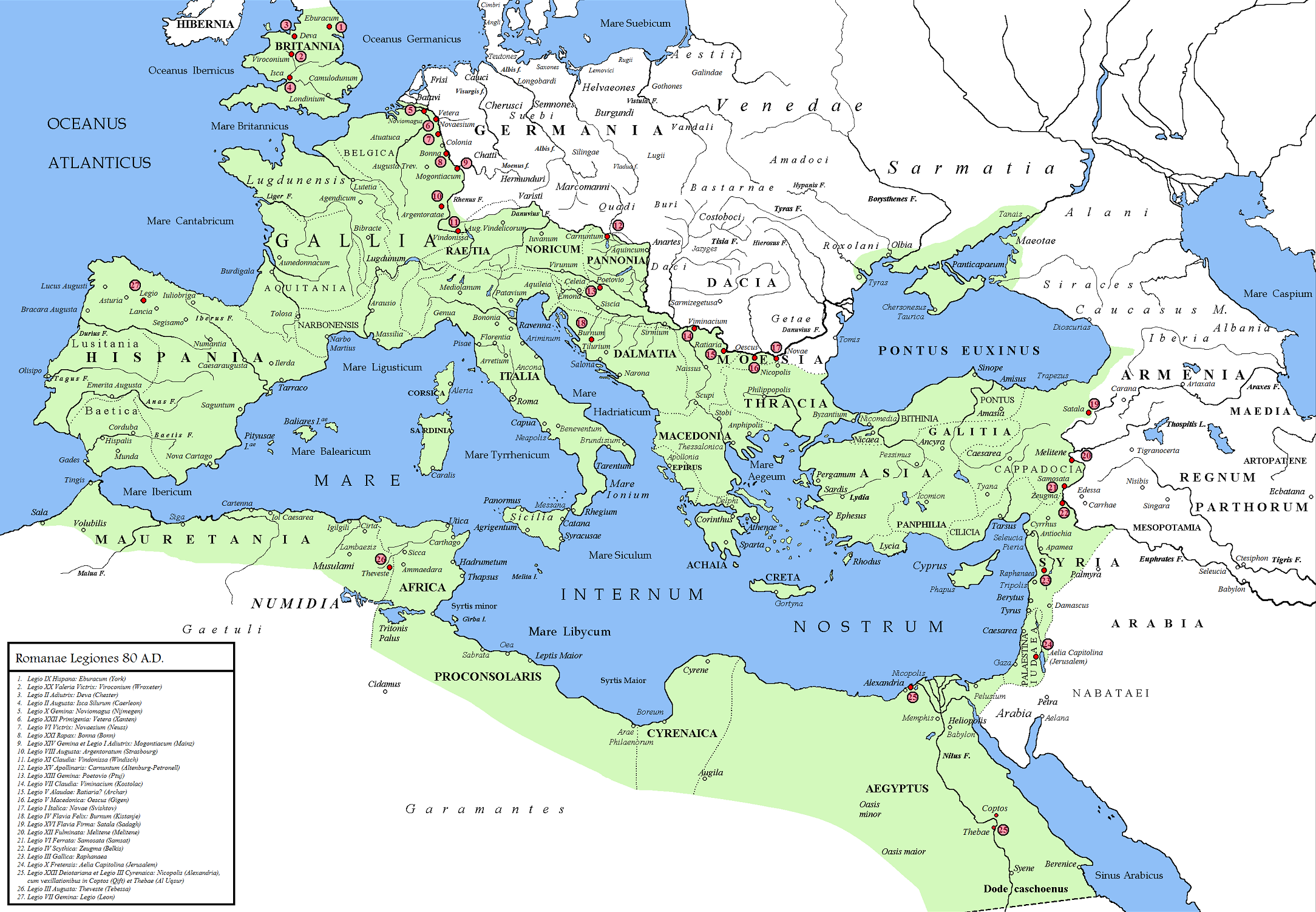
L'impero romano ed il castrum legionario di Theveste (n.26).

### Durante l'Impero romano
Fu fondata dai Romani nel 75, come fortezza legionaria e sede della Legio III Augusta, dove rimase prima di essere trasferita definitivamente a Lambaesis. In seguito al trasferimento della legione, divenne colonia sotto l'imperatore Traiano.
Si menziona la città per un concilio tenutosi dentro le sue mura, tra i Donatisti. Tra i santi che vi presenziarono c'era san Lucio, il suo vescovo, che nel 256 era presente anche al concilio a Cartagine e che morì l'anno dopo come martire; san Massimiliano, martirizzato il 12 marzo del 295; santa Crispina, martirizzata il 5 dicembre del 304.
Alcuni importanti e conosciuti vescovi di questa città sono stati: Romolo nel 349; Urbico nel 411; Felice esiliato dai Vandali nel 484 ed un certo Palladio, menzionato in una inscrizione. I Vandali infatti avevano conquistato la città nel 439, ma un secolo più tardi, nel 533 era stata conquistata dai Bizantini.

### Da Bisanzio, alla conquista dei Francesi

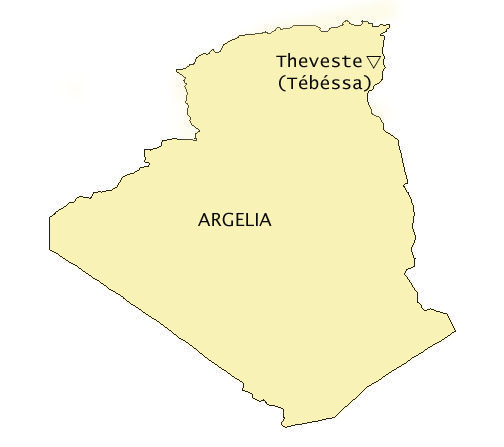
Localizzazione delle rovine romane di Theveste.

La città fu ricostruita in una decina d'anni, attorno al 543, grazie ad un nobile della città, al principio del regno di Giustiniano, imperatore bizantino.
A partire dal VII secolo fu conquistata dagli Arabi ma della città non vi sono più notizie. Torna ad essere menzionata solo nel XVI secolo, quando sotto l'Impero ottomano, a Theveste fu installata una guarnigione di Giannizzeri.
Nel 1851 fu occupata dai Francesi, e sotto il nome di Tébessa diventò la capitale della Provincia di Costantina in Algeria.

## Monumenti
Tébessa conserva ancora oggi numerosi monumenti antichi, tra cui un arco quadrifronte del tempo dell'imperatore romano Caracalla, un tempio dedicato a Minerva, una basilica paleocristiana del IV secolo e le mura imponenti della città.